# 托马什·弗莱施曼
托马什·弗莱施曼（捷克語：Tomáš Fleischmann，1984年5月16日—），生于科普日夫尼采，捷克男子冰球运动员。他曾代表捷克国家队参加2010年冬季奥林匹克运动会冰球比赛，获得第七名。